# Paradaemonia wagneri
Paradaemonia wagneri är en fjärilsart som beskrevs av Eugène Louis Bouvier 1924. Paradaemonia wagneri ingår i släktet Paradaemonia och familjen påfågelsspinnare. Inga underarter finns listade i Catalogue of Life.